# Олівето-Лукано
Олівето-Лукано (італ. Oliveto Lucano) — муніципалітет в Італії, у регіоні Базиліката,  провінція Матера.
Олівето-Лукано розташоване на відстані близько 350 км на південний схід від Рима, 35 км на схід від Потенци, 39 км на південний захід від Матери.
Населення — 458 осіб (2014).
Щорічний фестиваль відбувається 12 серпня. Покровитель — San Cipriano.

## Демографія
Населення за роками:

Станом на 1 січня 2023 року в муніципалітеті офіційно проживали 4 іноземці з 2 країн, серед них 1 громадянин країн Євросоюзу.

## Сусідні муніципалітети
- Аччеттура
- Кальчіано
- Гарагузо
- Сан-Мауро-Форте